# Joakim Noah
Joakim Simon Noah (New York, 25 febbraio 1985) è un ex cestista francese con cittadinanza statunitense.

## Biografia
È figlio dell'ex tennista francese Yannick Noah e della Miss Svezia 1978, Cécilia Rhode.

## Caratteristiche tecniche
Noah è un centro dotato di ottima visione di gioco, efficace a rimbalzo, ed è un ottimo difensore e stoppatore.

## Carriera

### Inizi
Ha giocato in diversi licei di New York e del New Jersey, oltre ad aver partecipato a numerosi tornei di strada, nei quali si è guadagnato il soprannome "The Noble One" ("Il Nobile").
Durante la sua prima stagione nella squadra universitaria dei Florida Gators, ha giocato meno di dieci minuti a partita, con risultati deludenti (meno di 4 punti e meno di 3 rimbalzi a partita). Tuttavia, l'anno seguente ha mostrato un netto miglioramento, con una media di 14 punti e 7 rimbalzi a partita. È stato nominato NCAA Basketball Tournament Most Outstanding Player nel 2006, dopo aver messo a referto 16 punti e 9 rimbalzi nella finale contro gli UCLA Bruins, gara vinta dai Gators 73-57.

### Chicago Bulls
Il 28 giugno 2007, è stato scelto al primo giro del draft NBA 2007, selezionato dai Chicago Bulls come 9ª scelta assoluta. Ha firmato un contratto di due anni per 3,69 milioni di dollari. Nel suo anno da rookie, dopo lo scambio che ha portato Ben Wallace a Cleveland, ha giocato stabilmente in quintetto, dando grinta e aggressività alla sua squadra a fronte di statistiche che parlano di 5,5 punti a partita e 5,2 rimbalzi. Le due stagioni successive migliora in tutti i suoi aspetti del gioco, diventando uno dei migliori rimbalzisti della NBA.
Considerato oramai uno dei punti fermi del quintetto base dei Bulls, nel 2010 ha firmato una estensione di 5 anni del contratto che lo lega alla squadra. Nella stagione 2010-11 è costretto a saltare due mesi di partite a causa di un intervento chirurgico al pollice della mano destra. Fino all'infortunio, che lo ha tenuto lontano dai campi da dicembre 2010 a febbraio 2011, aveva mantenuto medie di 14,2 punti e 11,7 rimbalzi a partita. Nei due mesi di assenza, il suo posto in quintetto è stato stabilmente occupato da Kurt Thomas.
Rientrato dopo l'All-Star Game, Noah ha contribuito al finale di regular season dei Chicago Bulls, che hanno conquistato il miglior record della lega. Le statistiche del centro franco-americano sono scese e Noah ha concluso la stagione con una media di 11,7 punti e 10,4 rimbalzi a partita. Ha giocato in quintetto tutte le partite di play-off dei Bulls, fino all'eliminazione avvenuta in finale di Conference per mano dei Miami Heat. Noah è stato anche multato di 50 000 dollari per aver rivolto un insulto omofobo a un tifoso degli Heat durante gara-3 delle finali; il giocatore si era immediatamente scusato per l'accaduto.
Il 21 aprile 2014 vince l'NBA Defensive Player of the Year Award.

### New York Knicks

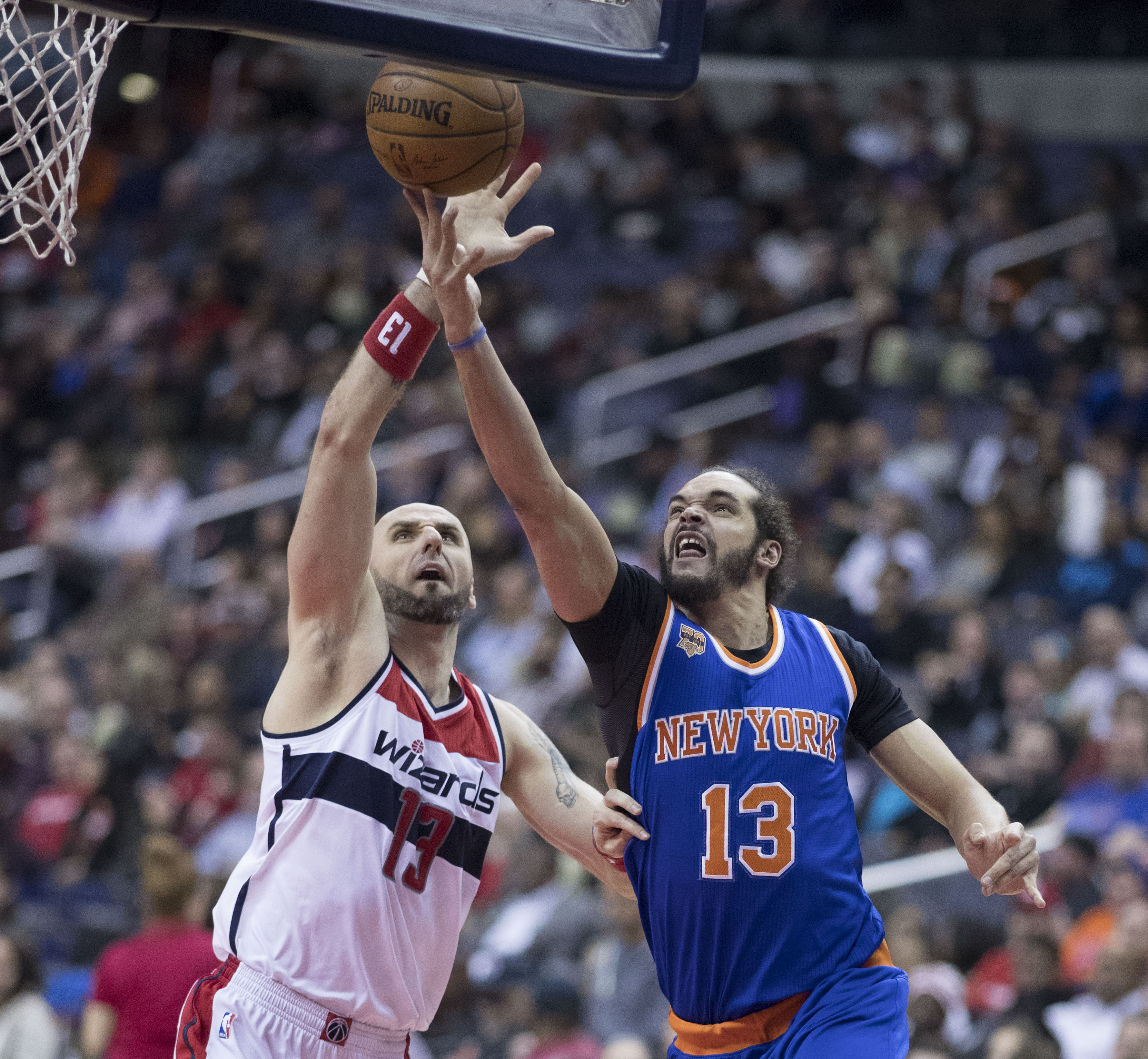
Noah (destra) con la canotta dei Knicks al tiro contro Marcin Gortat (sinistra) degli Washington Wizards

Il 2 luglio 2016 firma un contratto quadriennale da 72 milioni di dollari con i New York Knicks, lasciando i Bulls dopo nove anni e ritrovando Derrick Rose, passato alla franchigia newyorkese solo pochi giorni prima. La sua stagione (così come quella della squadra) è stata negativa e il 25 marzo 2017 la sua stagione termina anzitempo in quanto viene trovato positivo a un controllo antidoping dopo aver assunto un farmaco proibito. Torna a giocare nel novembre 2017. Tre mesi dopo viene messo fuori rosa dai Knicks tanto che l'allenatore della squadra della Grande mela Jeff Hornacek pubblicamente ha affermato di aver chiuso le porte a un ritorno in squadra di Noah.
Nella stagione successiva torna in rosa in novembre al termine della sospensione (e il conseguente taglio di Mindaugas Kuzminskas per fargli spazio) ma il suo rapporto con la franchigia è molto travagliato: ormai sceso nelle rotazioni nel gennaio 2018 ha avuto un diverbio con il coach della squadra Jeff Hornacek, oltre a non avere avuto buoni rapporti con i compagni di squadra, oltre ad avere tenuto una condotta poco professionale fuori dal campo. Termina la stagione con appena 7 gare giocate.
Il 14 ottobre 2018 viene tagliato dai Knicks che hanno utilizzato la stretch provision per il suo oneroso contratto.

### Memphis Grizzlies
Il 30 novembre 2018 firma con i Memphis Grizzlies. A Memphis Noah disputa una discreta stagione dopo le 2 negative nella grande mela.

### Los Angeles Clippers
Il 9 marzo 2020 si accasa ai Los Angeles Clippers.

### Ritiro
Il 3 dicembre 2020, dopo essere stato tagliato dai Clippers, si ritira dal basket all'età di 35 anni.

## Statistiche

### NCAA
| Anno       | Squadra        | PG  | PT | MP   | TC%  | 3P%  | TL%  | RP  | AP  | PRP | SP  | PP   |
| ---------- | -------------- | --- | -- | ---- | ---- | ---- | ---- | --- | --- | --- | --- | ---- |
| 2004-2005  | Florida Gators | 29  | 0  | 9,4  | 60,0 | -    | 57,7 | 2,5 | 0,5 | 0,2 | 0,7 | 3,5  |
| 2005-2006† | Florida Gators | 39  | 38 | 24,9 | 62,7 | 0,0  | 73,3 | 7,1 | 2,1 | 1,1 | 2,4 | 14,2 |
| 2006-2007† | Florida Gators | 40  | 40 | 25,9 | 60,7 | 100  | 66,3 | 8,4 | 2,3 | 1,1 | 1,8 | 12,0 |
| Carriera   | Carriera       | 108 | 78 | 21,1 | 61,6 | 50,0 | 68,4 | 6,4 | 1,7 | 0,9 | 1,7 | 10,5 |

### NBA

#### Massimi
- Massimo di punti: 30 vs Detroit Pistons (7 dicembre 2012)[22]
- Massimo di rimbalzi: 23 vs Detroit Pistons (7 dicembre 2012)
- Massimo di assist: 14 (2 volte)
- Massimo di palle rubate: 5 vs Sacramento Kings (31 ottobre 2012)
- Massimo di stoppate: 11 vs Philadelphia 76ers (28 febbraio 2013)

#### Regular season
| Anno      | Squadra           | PG  | PT  | MP   | TC%  | 3P% | TL%  | RP   | AP  | PRP | SP  | PP   |
| --------- | ----------------- | --- | --- | ---- | ---- | --- | ---- | ---- | --- | --- | --- | ---- |
| 2007-2008 | Chicago Bulls     | 74  | 31  | 20,7 | 48,2 | 0,0 | 69,1 | 5,6  | 1,1 | 0,9 | 0,9 | 6,6  |
| 2008-2009 | Chicago Bulls     | 80  | 55  | 24,2 | 55,6 | 0,0 | 67,6 | 7,6  | 1,3 | 0,6 | 1,4 | 6,7  |
| 2009-2010 | Chicago Bulls     | 64  | 54  | 30,1 | 50,4 | –   | 74,4 | 11,0 | 2,1 | 0,5 | 1,6 | 10,7 |
| 2010-2011 | Chicago Bulls     | 48  | 48  | 32,8 | 52,5 | 0,0 | 76,4 | 10,4 | 2,2 | 1,0 | 1,5 | 11,7 |
| 2011-2012 | Chicago Bulls     | 64  | 64  | 30,4 | 50,8 | 0,0 | 74,8 | 9,8  | 2,5 | 0,6 | 1,4 | 10,2 |
| 2012-2013 | Chicago Bulls     | 66  | 64  | 36,8 | 48,1 | 0,0 | 75,1 | 11,1 | 4,0 | 1,2 | 2,1 | 11,9 |
| 2013-2014 | Chicago Bulls     | 80  | 80  | 35,3 | 47,5 | 0,0 | 73,7 | 11,3 | 5,4 | 1,2 | 1,5 | 12,6 |
| 2014-2015 | Chicago Bulls     | 67  | 67  | 30,6 | 44,5 | 0,0 | 60,3 | 9,6  | 4,7 | 0,7 | 1,1 | 7,2  |
| 2015-2016 | Chicago Bulls     | 29  | 2   | 21,9 | 38,3 | 0,0 | 48,9 | 8,8  | 3,8 | 0,6 | 1,0 | 4,3  |
| 2016-2017 | N.Y. Knicks       | 46  | 46  | 22,1 | 49,0 | 0,0 | 43,6 | 8,8  | 2,2 | 0,7 | 0,8 | 5,0  |
| 2017-2018 | N.Y. Knicks       | 7   | 0   | 5,7  | 50,0 | –   | 50,0 | 2,0  | 0,6 | 0,3 | 0,3 | 1,7  |
| 2018-2019 | Memphis Grizzlies | 42  | 1   | 16,5 | 51,6 | 0,0 | 71,6 | 5,7  | 2,1 | 0,5 | 0,7 | 7,1  |
| 2019-2020 | L.A. Clippers     | 5   | 0   | 10,0 | 50,0 | 0,0 | 75,0 | 3,2  | 1,4 | 0,2 | 0,2 | 2,8  |
| Carriera  | Carriera          | 672 | 512 | 27,7 | 49,1 | 0,0 | 70,0 | 9,0  | 2,8 | 0,8 | 1,3 | 8,8  |
| All-Star  | All-Star          | 2   | 0   | 18,5 | 66,7 | 0,0 | 0,0  | 7,5  | 4,0 | 0,5 | 0,5 | 8,0  |

#### Play-off
| Anno     | Squadra       | PG | PT | MP   | TC%  | 3P% | TL%  | RP   | AP  | PRP | SP  | PP   |
| -------- | ------------- | -- | -- | ---- | ---- | --- | ---- | ---- | --- | --- | --- | ---- |
| 2009     | Chicago Bulls | 7  | 7  | 38,7 | 51,0 | 0,0 | 76,0 | 13,1 | 2,3 | 0,9 | 2,1 | 10,1 |
| 2010     | Chicago Bulls | 5  | 5  | 37,6 | 52,8 | 0,0 | 94,7 | 13,0 | 2,6 | 1,8 | 1,4 | 14,8 |
| 2011     | Chicago Bulls | 16 | 16 | 33,1 | 41,1 | 0,0 | 72,5 | 10,2 | 2,5 | 1,0 | 2,1 | 8,7  |
| 2012     | Chicago Bulls | 3  | 3  | 33,0 | 73,1 | 0,0 | 63,6 | 9,3  | 3,0 | 0,7 | 1,3 | 15,0 |
| 2013     | Chicago Bulls | 12 | 12 | 34,1 | 43,7 | 0,0 | 64,1 | 9,6  | 2,3 | 0,8 | 2,2 | 10,8 |
| 2014     | Chicago Bulls | 5  | 5  | 42,0 | 51,2 | 0,0 | 58,8 | 12,8 | 4,6 | 0,8 | 1,4 | 10,4 |
| 2015     | Chicago Bulls | 12 | 12 | 32,9 | 40,8 | 0,0 | 65,0 | 11,0 | 3,2 | 0,8 | 1,2 | 5,8  |
| 2020     | L.A. Clippers | 2  | 0  | 1,0  | 0,0  | 0,0 | 0,0  | 0,0  | 0,0 | 0,0 | 0,0 | 0,0  |
| Carriera | Carriera      | 62 | 60 | 33,9 | 46,5 | 0,0 | 67,6 | 10,6 | 2,7 | 0,9 | 1,7 | 9,3  |

## Palmarès

### NCAA
- Titoli NCAA: 2

Florida Gators: 2006, 2007
- MVP delle Final Four: 2006
- NCAA AP All-America Second Team: 2007

### NBA
- NBA Defensive Player of the Year Award: 1

2013-2014
- Convocazioni all'All-Star Game: 2

2013, 2014
- NBA All-Defensive Team: 2

First Team: 2013, 2014
- All-NBA Team: 1

First Team: 2014